# 1623 у літературі
Стаття є списком літературних подій та публікацій у 1623 році.

## Книги
- «Перше фоліо» — перша збірка майже всіх п'єс Вільяма Шекспіра (1564–1616) в одному томі, упорядкована акторами Джоном Гемінгом та Генрі Конделом.
- «Місто Сонця» — утопія Томмазо Кампанелли.

## П'єси
- «Любов, честь і влада» — п'єса Педро Кальдерона де ла Барки.

## Народились
- 19 червня — Блез Паскаль, французький філософ, письменник (помер у 1662).

## Померли
- Липень/серпень — Тулсідас, індійський філософ, поет та композитор (народився в 1532).
- 9 листопада — Вільям Кемден, англійський історик-гуманіст та антиквар (народився в 1551).